# Zemmer

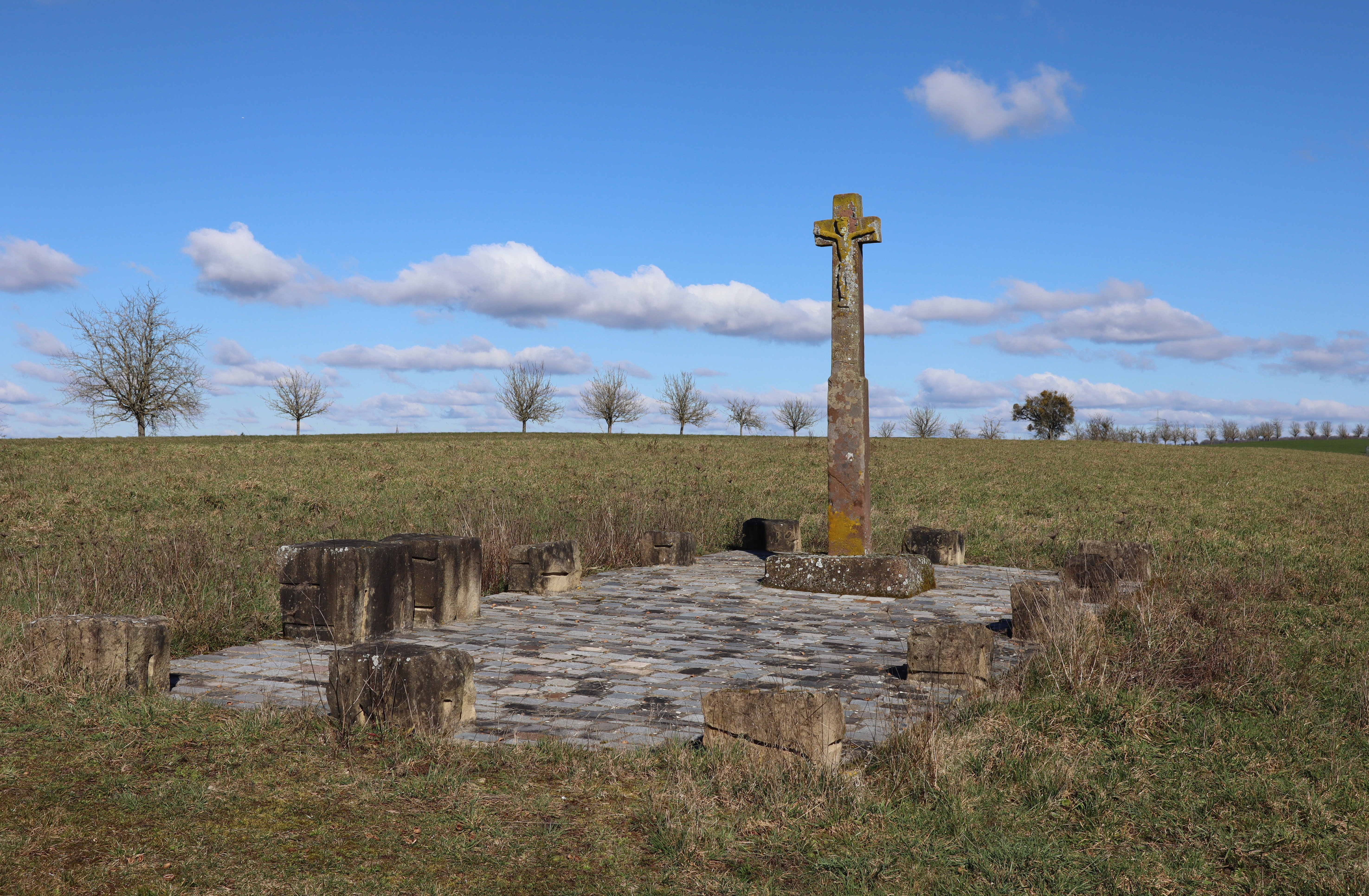
Une croix de chemin, érigée en 1651, dénomée Fürstenkreuz, à Zemmer. Février 2023.

Zemmer est une municipalité de la Verbandsgemeinde Trier-Land, dans l'arrondissement de Trèves-Sarrebourg, en Rhénanie-Palatinat, dans l'ouest de l'Allemagne.